# Teresa Taylor
Teresa Taylor (Arlington, 10 de novembro de 1962 – 18 de junho de 2023), mais conhecida por Teresa Nervosa, foi uma musicista estadunidense e atriz. Ela é mais conhecida por ser a baterista da banda de rock experimental Butthole Surfers.

## Biografia e carreira
Taylor nasceu na cidade de Arlington, no Texas e começou na bateria tocando em bandas escolares durante o ensino médio, em Forth Worth e próximo à cidade de Austin, também no Texas. King Coffey, outro baterista da Surfers, foi seu colega e também instrumentista durante o ensino médio, e com frequência se referiam, um ao outro, como irmãos. 
Taylor e Coffey foram os bateristas da Surfers de 1983 a 1989, com exceção de um breve período de ausência dela em finais de 1985 até 1986. Nessa banda, ela e Coffey tocaram ao mesmo tempo em conjuntos de bateria separados. Sua performance pode ser ouvida em vários álbuns da banda, incluindo Psychic... Powerless... Another Man's Sac, Rembrandt Pussyhorse, e Locust Abortion Technician.
Após ter deixado a banda, em 1989, Taylor foi diagnosticada com um aneurisma e necessitou passar por uma neurocirurgia. Ela também começou a sofrer convulsões induzidas por luzes estroboscópicas. 
Em 1995, Coffey declarou que Taylor estava trabalhando no Texas School for the Blind and Visually Impaired (uma escola para pessoas cegas e com deficiência visual), e preparava um livro sobre suas experiências tocando com a banda. 
Em novembro de 2021, Taylor anunciou, pelo Facebook, que havia sido diagnosticada com uma doença terminal nos pulmões. Em outro post, um ano depois, ela comunicou que sua morte era iminente. 
Outras informações e referências podem ser encontradas no artigo sobre a artista na wikipedia em inglês

## Discografia
Todos álbuns foram lançados com o Butthole Surfers.
- 1984 Live PCPPEP
- 1984 Psychic... Powerless... Another Man's Sac
- 1985 Cream Corn from the Socket of Davis
- 1986 Rembrandt Pussyhorse
- 1987 Locust Abortion Technician
- 1988 Hairway to Steven
- 1989 Double Live (Butthole Surfers album)
- 1995 The Hole Truth... and Nothing Butt
- 2002 Humpty Dumpty LSD
- 2003 Butthole Surfers/Live PCPPEP

## Filmografia
- 1988 Bar-B-Que Movie
- 1991 slacker

## Morte
Teresa morreu no dia 18 de junho de 2023, aos 60 anos, vítima de uma pneumopatia.